# Бистра Сосна
Бистра Сосна, або просто Сосна (рос. Быстрая Сосна, Сосна) — річка в Російській Федерації, що протікає в Орловській та Липецькій областях. Права притока Дону. Довжина — 296 км, площа водозабірного басейну — 17,4 тис. км².
Широка долина. Живлення значною мірою джерельними водами та снігове. Замерзає зазвичай з листопада-грудня по березень-квітень.
Найважливіші притоки від витоку до гирла:
- Тім (права),
- Труди (ліва),
- Кшень (права),
- Олим (права),
- Воргол (ліва),
- Лівенка (ліва).

На Бистрій Сосні розташовані міста Лівни та Єлець.

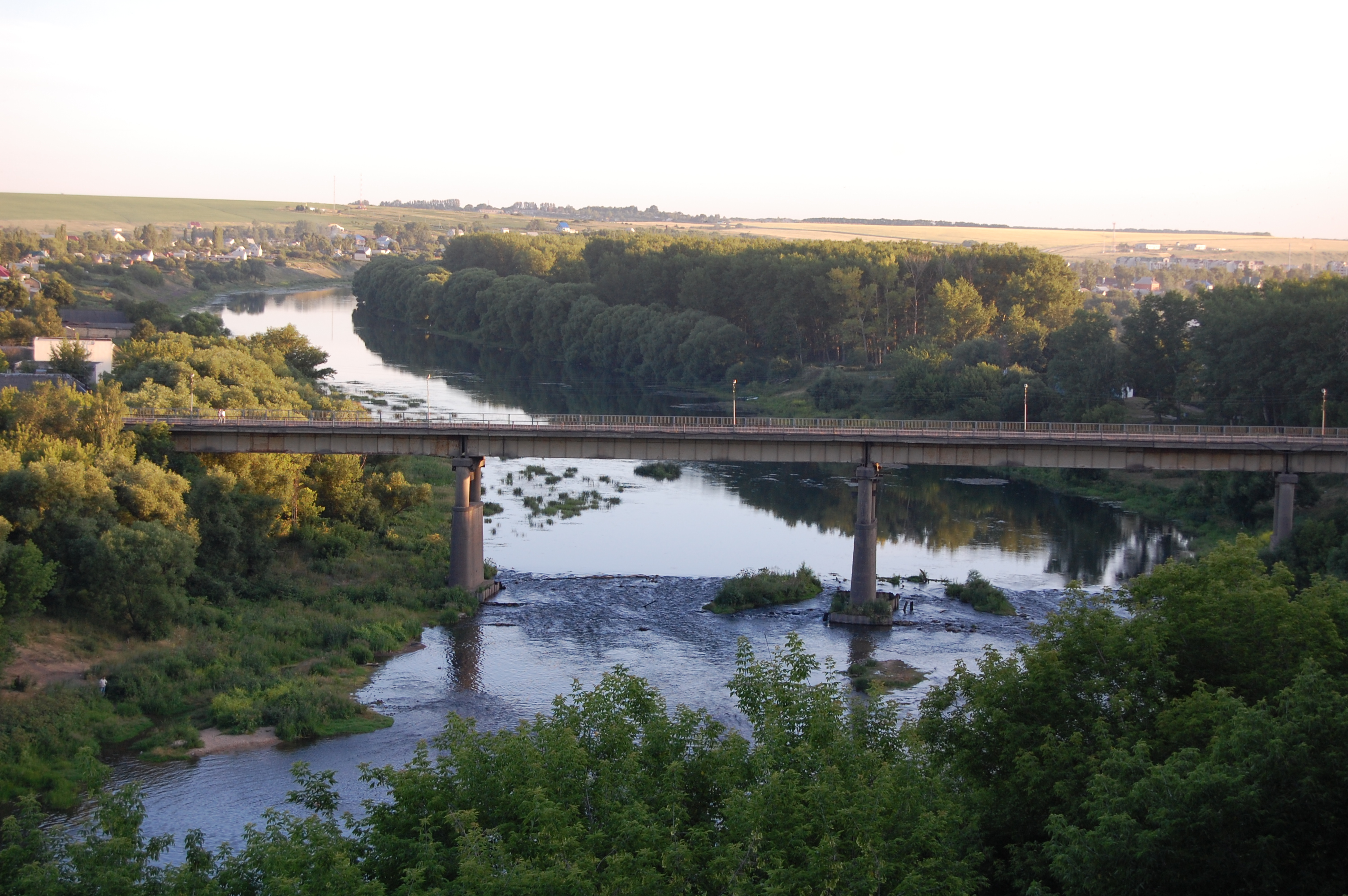
Річка Швидка Сосна в Лівнах
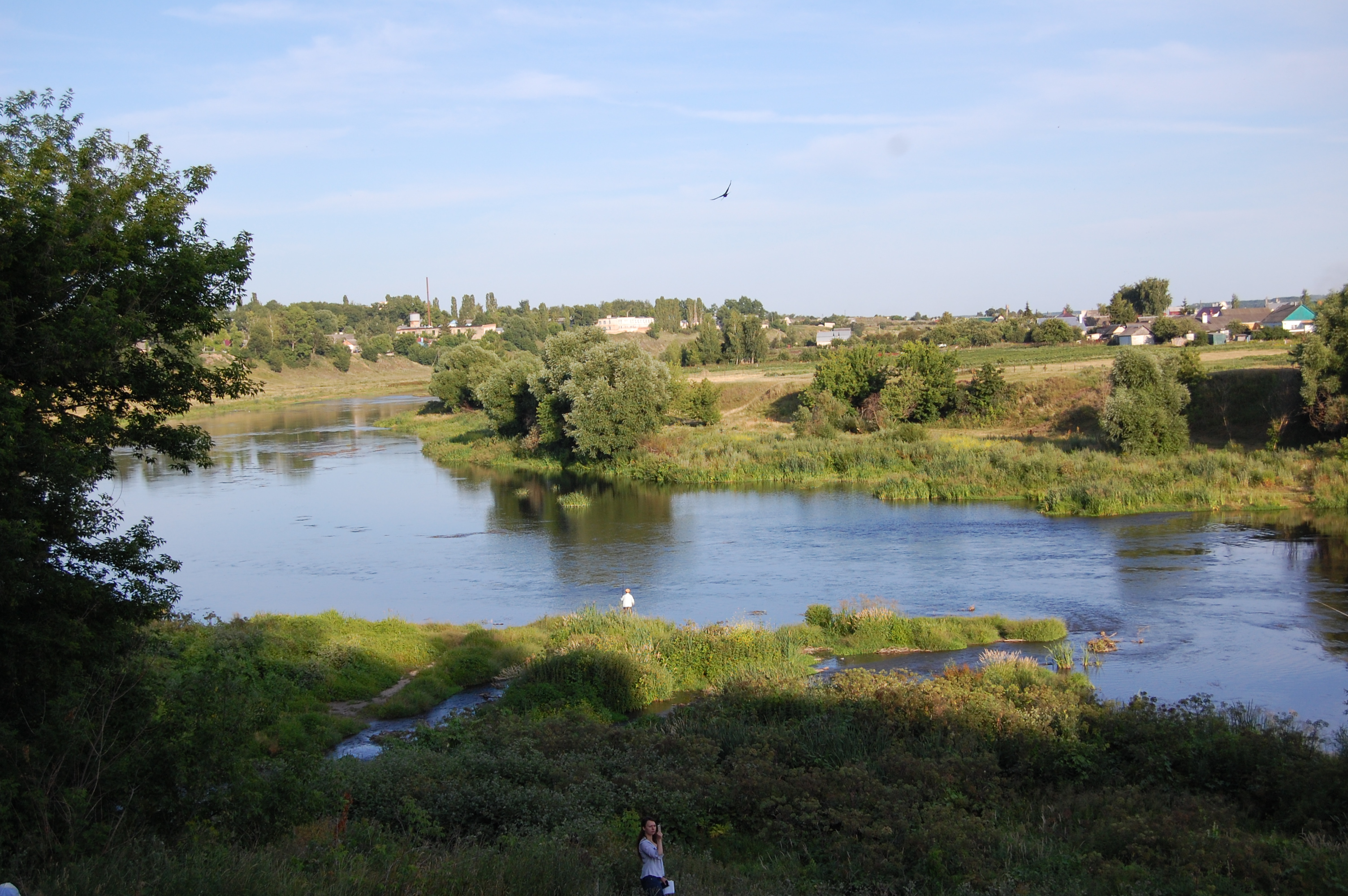
Річка Швидка Сосна в Лівнах
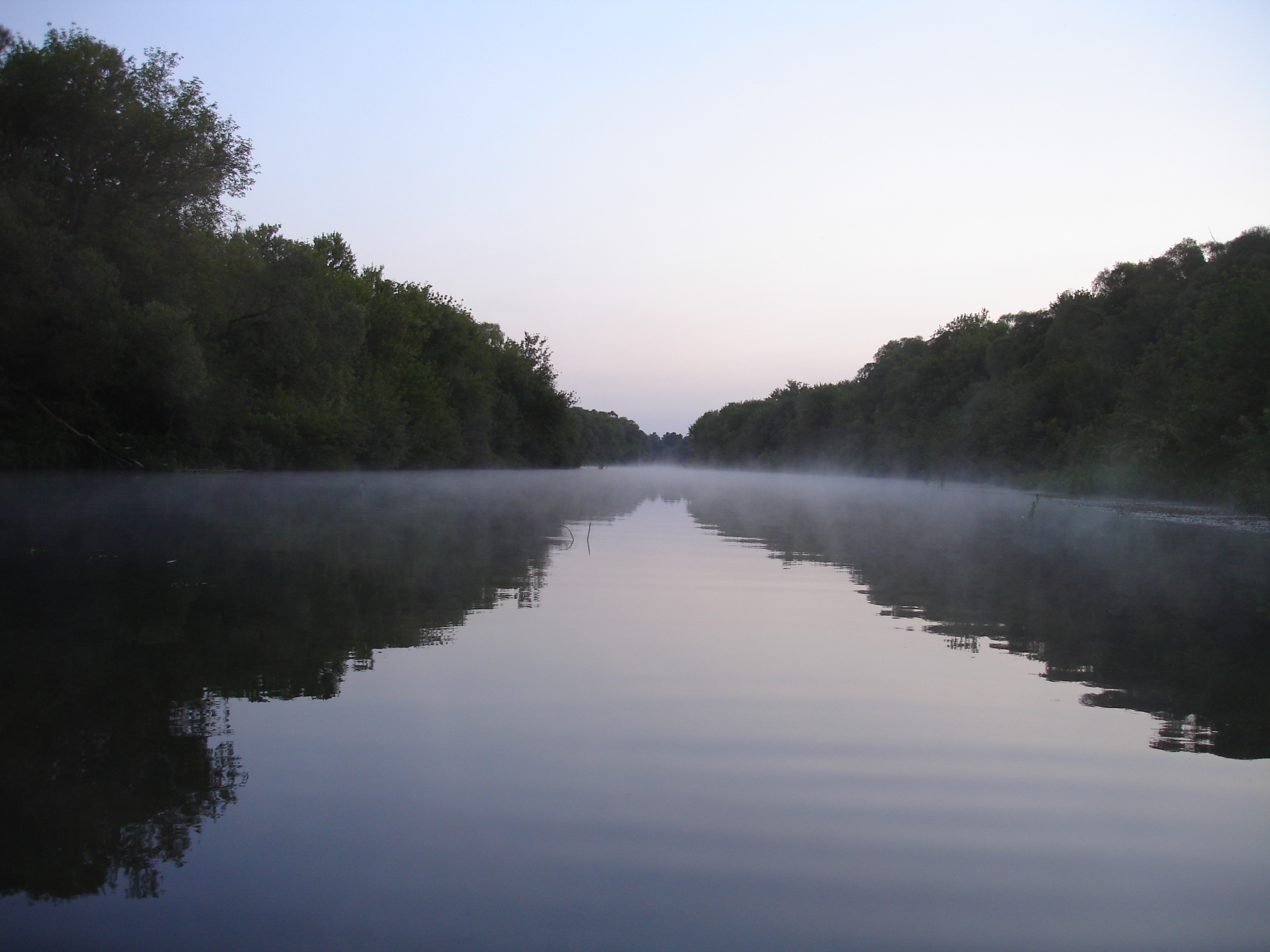
Сосна поблизу с. Шебаново
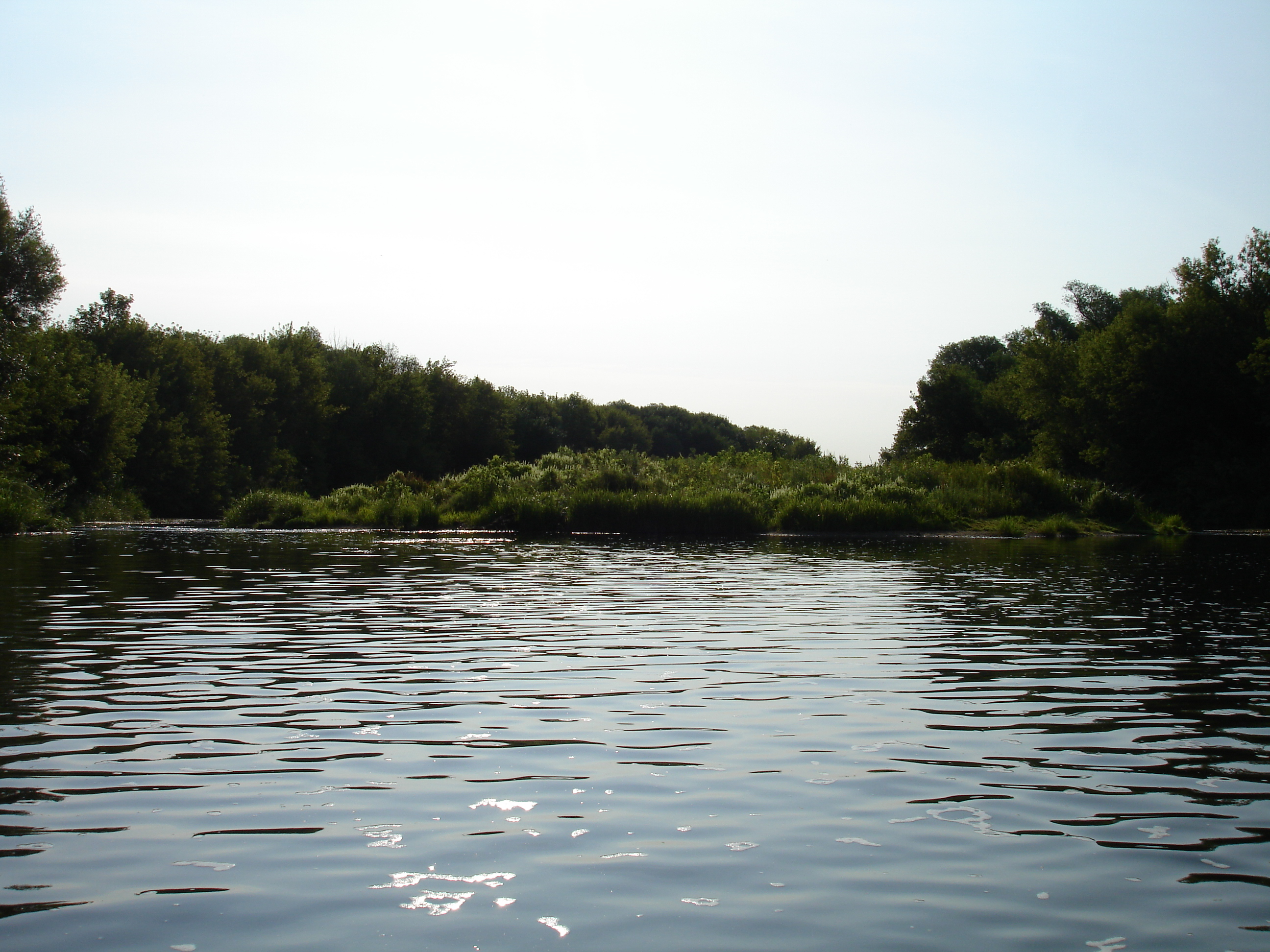
Сосна поблизу с. Крутоє